# Dambe
Le dambe est la boxe traditionnelle des Haoussas du nord du Nigeria en Afrique de l'Ouest.

## Présentation
Les combattants de dambe ont un de leurs poings enveloppé dans un bandage tandis que l'autre main reste libre. Ils s'affrontent dans un cercle rempli de sable. Pour gagner, il convient de faire sortir son adversaire de ce cercle ou de le soumettre.

## Galerie

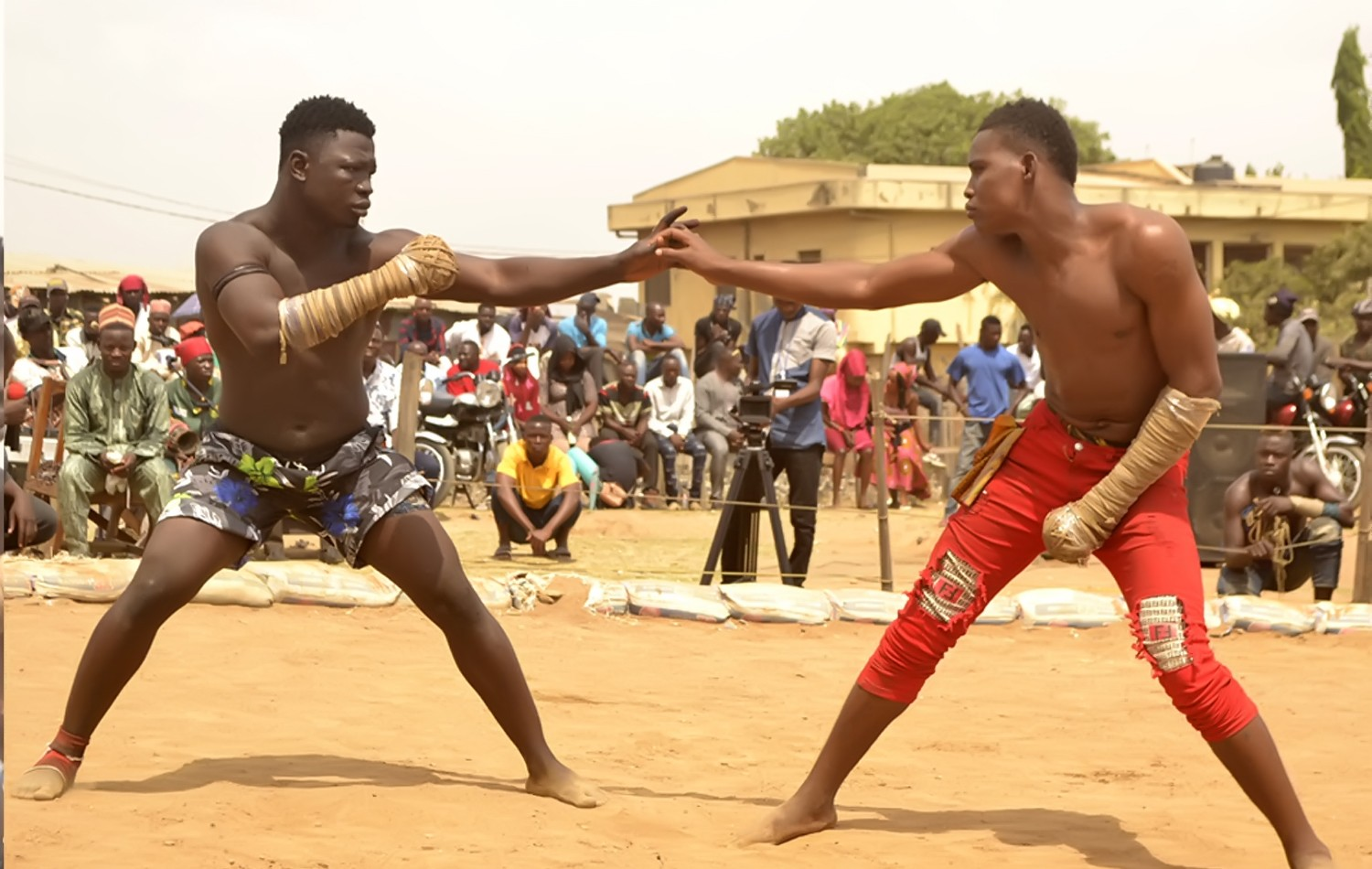
Un combat
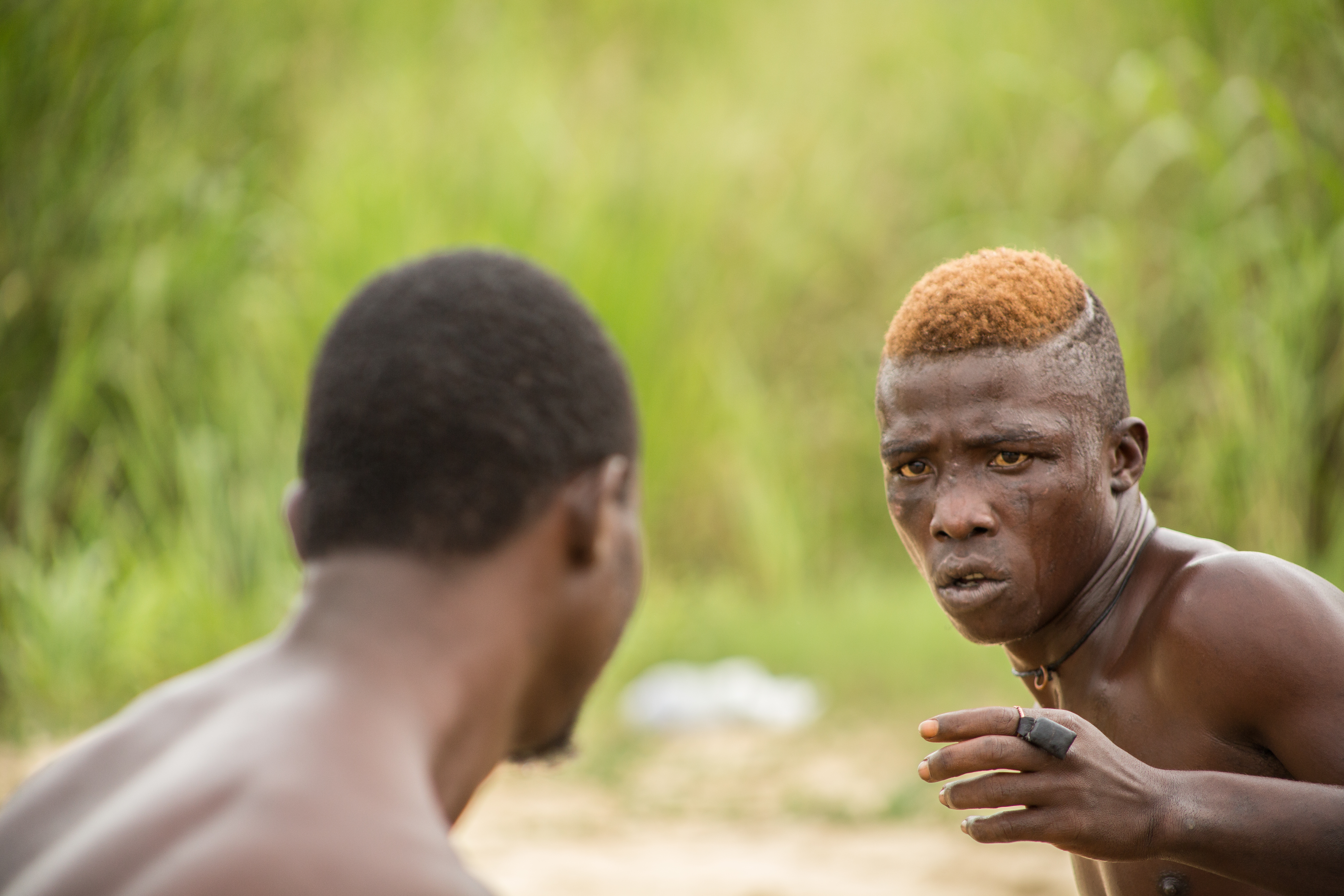
Échange de regards
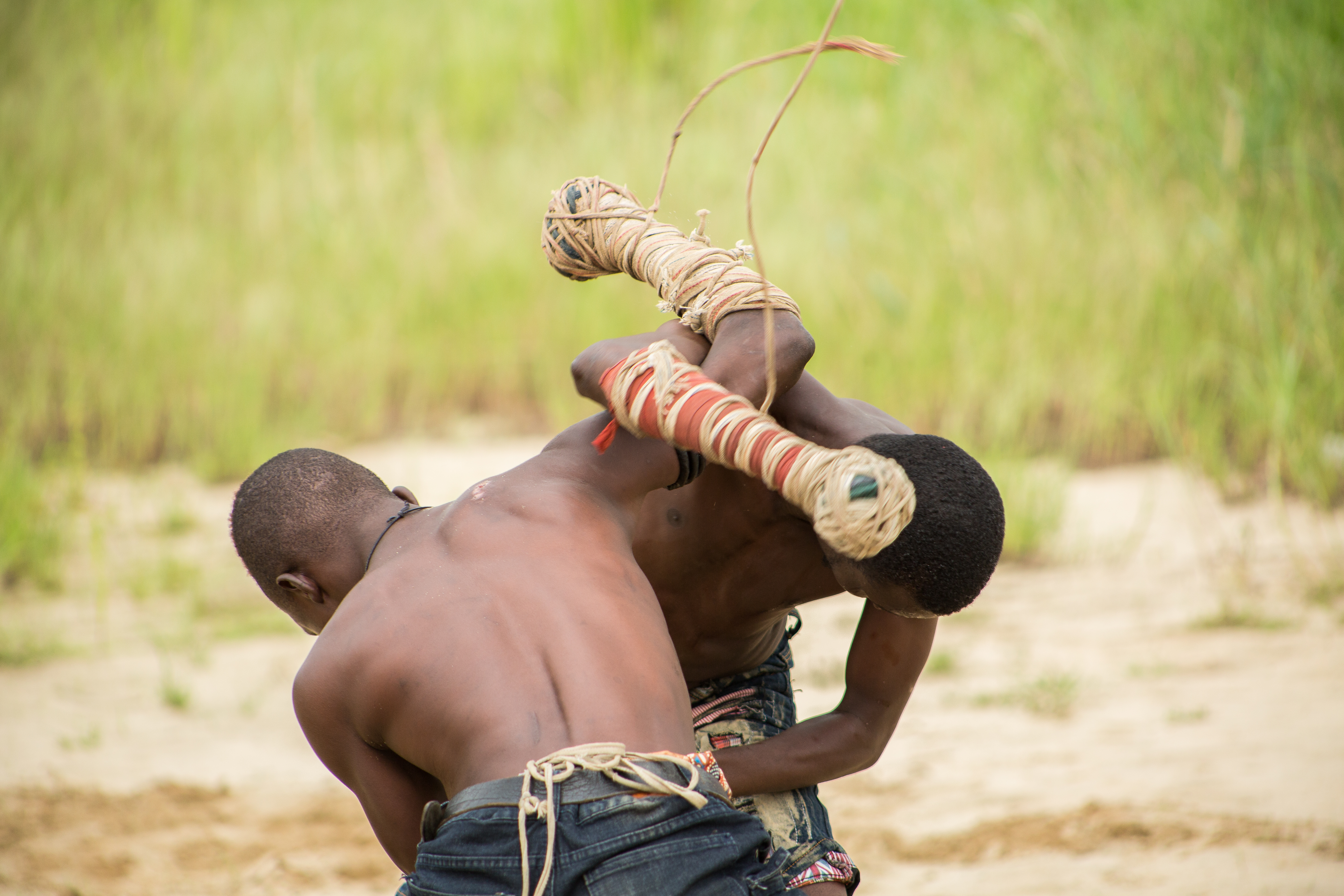
Corps à corps

### Reportages
- [vidéo] « A la découverte du dambe, sport traditionnel du Nigeria » sur France 24, 17 septembre 2019, YouTube (consulté le 16 mai 2021)
- [vidéo] « Le dambe, art martial nigérian, veut se développer » sur Voice of America, 24 septembre 2019, YouTube (consulté le 16 mai 2021)